# Liste der Mitglieder des liechtensteinischen Landtags (Jun 1953)
Diese Liste führt die Mitglieder des Landtags des Fürstentums Liechtenstein auf, der aus den Wahlen am 14. Juni 1953 hervorging. Die zweite Wahl des Jahres 1953 wurde nötig, nachdem die Vaterländische Union (VU) nach der ersten Wahl im Februar 1953 die Mehrheit der Sitze im Verwaltungsrat der Alters- und Hinterlassenenversicherung (AHV) beansprucht hatte. Die FBP blockierte dieses Vorhaben allerdings, was dazu führte, dass die VU den Landtag verließ. Da dadurch nur noch weniger als zwei Drittel der Abgeordneten im Landtag waren, verlor dieser seine Beschlussfähigkeit. Der Landtag wurde am 13. Mai 1953 aufgelöst und es wurden Neuwahlen angeordnet.

## Zusammensetzung
Von 3398 Wahlberechtigten nahmen 3173 Personen an der Wahl teil (93,4 %). Von den abgegebenen Stimmen waren 3107 gültig. Die Stimmen und Mandate verteilten sich in den beiden Wahlkreisen – Oberland und Unterland – wie folgt:
| Partei                              | Stimmen  | Stimmen   | Stimmen   | Stimmen       | Sitze    | Sitze     | Sitze     |
| ----------------------------------- | -------- | --------- | --------- | ------------- | -------- | --------- | --------- |
| Partei                              | Oberland | Unterland | insgesamt | Stimmenanteil | Oberland | Unterland | insgesamt |
| Fortschrittliche Bürgerpartei (FBP) | 959      | 609       | 1568      | 50,43 %       | 4        | 4         | 8         |
| Vaterländische Union (VU)           | 1104     | 437       | 1541      | 49,57 %       | 5        | 2         | 7         |

## Liste der Mitglieder
| Name                 | Fraktion | Wahlkreis | Stimmen | Bemerkung                                         |
| -------------------- | -------- | --------- | ------- | ------------------------------------------------- |
| Ivo Beck             | VU       | Oberland  | 1074    |                                                   |
| Johann Beck          | VU       | Oberland  | 1100    |                                                   |
| Fidel Brunhart       | FBP      | Oberland  | 953     |                                                   |
| Ernst Andreas Büchel | FBP      | Unterland | 585     |                                                   |
| Paul Büchel          | VU       | Unterland | 509     |                                                   |
| Oswald Bühler        | FBP      | Unterland | 563     |                                                   |
| Gebhard Gerner       | VU       | Unterland | 608     |                                                   |
| Franz Kind           | FBP      | Unterland | 574     |                                                   |
| Ernst Risch          | FBP      | Oberland  | 964     |                                                   |
| Martin Risch         | FBP      | Oberland  | 967     |                                                   |
| Alois Ritter         | VU       | Oberland  | 1110    | 1954 bis 1955 und 1956 bis 1957 Landtagspräsident |
| Eugen Schädler       | FBP      | Unterland | 592     |                                                   |
| David Strub          | FBP      | Oberland  | 996     | 1953 bis 1954 und 1955 bis 1956 Landtagspräsident |
| Alois Vogt           | VU       | Oberland  | 1181    |                                                   |
| Andreas Vogt         | VU       | Oberland  | 1127    |                                                   |

## Liste der Stellvertreter
| Name                | Fraktion | Wahlkreis | Anmerkung | Bemerkung |
| ------------------- | -------- | --------- | --------- | --------- |
| Josef Büchel        | VU       | Oberland  | 1067      |           |
| Karl Goop           | FBP      | Unterland | 554       |           |
| Johann Georg Hasler | VU       | Unterland | 454       |           |
| Josef Kind          | VU       | Unterland | 497       |           |
| Rudolf Marxer       | FBP      | Unterland | 563       |           |
| Alois Ospelt_jun    | VU       | Oberland  | 1065      |           |
| Albert Schädler     | FBP      | Oberland  | 779       |           |
| Engelbert Schädler  | FBP      | Oberland  | 911       |           |